# Listă de interjecții românești
Aceasta este o listă de interjecții din limba română.
- a!
- aba!
- aferim!
- ah!
- aha!
- aho
- aiurea!
- alelei
- aoleu
- au
- ăh
- bang!
- bâldâbâc
- boc
- bre!
- buf!
- bum!
- câr
- câș
- cea!
- cioc!
- cirip
- clanț
- clap
- clonc
- clic!
- dang
- ding
- ee...!
- ehei
- ete
- evrika
- eh
- fâl
- fâs
- fâș
- fleoșc
- gâl
- ghiorț
- ha, ha!
- hai!
- haide
- haihui
- hăis
- halal
- ham!
- hap
- hâr
- hârști
- haț
- hei!
- hodoronc
- hodoronc-tronc
- hop!
- hopa
- hopaa...!
- ia
- iaca
- iată!
- îhî!
- jap
- lip
- mac
- măi
- măi, măi!
- mâlc
- miau!
- mucles
- na, na!
- o!
- oac
- of
- oho!
- ole
- ooo..!
- pa!
- pac
- pfu
- pis(i)!
- piu!
- pleoșc
- plici
- poc!
- pui
- sâc
- sal
- salut!
- salve!
- sanchi
- servus!
- sictir
- șontâc
- știobâlc
- tac
- țac
- țanc
- țâr
- tic
- tranca
- tronc
- trop
- trosc!
- țuști
- uau!
- uf
- ura
- vai!
- valea
- văleleu
- văleu
- vivat
- zău!
- zbang
- zbâr
- zbârn
- zbughi
- zdrang
- zdronc
- zdup

## Vezi și
- Interjecție
- Onomatopee